# فويتشخ غجيب
فويتشخ غجيب (بالبولندية: Wojciech Grzyb)‏ هو لاعب كرة قدم بولندي في مركز الوسط، ولد في 21 ديسمبر 1974 في ميسوفيتسه في بولندا. لعب مع رتش شوروزو.